# Bockum (Meschede)
Bockum ist ein Stadtteil der Stadt Meschede im nordrhein-westfälischen Hochsauerlandkreis in Deutschland.
Der Ort liegt acht Kilometer westlich von Meschede in unmittelbarer Nähe zur Autobahnauffahrt Wennemen (Autobahn 46).
Am 31. Dezember 2023 hatte Bockum 52 Einwohner.
Eine Sehenswürdigkeit des Stadtteils ist das Gut Bockum, das erstmals 1398 urkundlich erwähnt wurde.